# 坂口謹一郎
坂口 謹一郎（さかぐち きんいちろう、1897年（明治30年）11月17日 - 1994年（平成6年）12月9日）は、日本の農芸化学者。発酵、醸造に関する研究では世界的権威の一人で、「酒の博士」として知られた。東京大学応用微生物研究所初代所長および同大学名誉教授、理化学研究所副理事長。日本学士院会員。愛称は「坂謹（さかきん）」。

## 来歴
新潟県高田（現・上越市）出身。正利の長男 。新潟県立高田中学校を中退し上京、神田の順天中学校に編入。同期には中村震太郎もいたが、とくに学友との交流もなかった。同校卒業後、第一高等学校理科に首席で入学。1919年、同校卒業、1922年、東京帝国大学農学部卒業。同助手、講師、助教授を経て、1939年、教授。1958年、定年退官、名誉教授。
その後は1962年まで理化学研究所で副理事長を務め、退職後は様々な研究所へ招かれて指導に当たった（本人曰く「若い人たちににくまれ口をたたいてきらわれている。そんな生活です。」）。1966年の講書始では、「醗酵学の進歩について」という題目で昭和天皇に進講を行っている。
微生物の培養に用いられる坂口フラスコを発明した他、1975年新春には宮中歌会始の召人も務め、歌人としても知られた。
1994年12月9日、東京都目黒区の自宅で心不全のため死去。97歳没。
故郷の上越市にはその業績を記念した「坂口記念館」があるが、その建物は元々同じ高田市内にあった旧家を移築したものである。

## 人物
もともと酒をたしなんでいたが、1917年頃に病気のため禁酒をした。しかし40歳頃になって、大蔵省専売局の依頼で当時日本領だった台湾に渡って現地の酒造場を視察するうちに、どうしても飲まなければならなくなり、仕方なく飲んだところ以前よりも体調が良くなったため、再び酒を飲むようになった
。その後、自律神経失調症をわずらい、医者から禁酒を言い渡されている。なお、飲酒した翌日は必ず30分から1時間早く出勤することを心掛けていた（本人曰く「それぐらいでなければ、飲む資格はありません。」）。
1940年、東京上野のビアホールで「泡が多すぎる」と客から苦情出たことから、警察の調べが入り「生ビールの仕入れ量より売り上げた量が異常に多い」と判明、泡をビールとして販売した法令違反の疑いで、ビアホール会社を検察が起訴した。この裁判で坂口が「ビールの泡はビールよりもアルコール濃度が高い」と証明し、1944年8月「ビールの泡もビールと認める」と無罪の判決が下された。
宗教は仏教  。趣味は読書 。

## 家族・親族
坂口家
新潟県上越市、東京都目黒区 
- 父・正利 [1]
- 妻・かう（新潟、倉石昌吉の長女） [1]

1901年 -
- 息子・健二（農芸化学者）

1929年 -
- 長女 [1]

## 学術賞
- 日本学士院賞（1950年）
- 東レ科学技術賞（1962年）
- 藤原賞（1966年）

## 栄誉栄典
- 文化勲章（1967年）
- 勲一等瑞宝章（1974年）

## 主な著作

### 単著
- 『世界の酒』岩波書店〈岩波新書〉、1957年1月。ISBN 9784004151081。
- 『歌集 醗酵』白玉書房、1958年3月。
- 『日本の酒』岩波書店〈岩波新書〉、1964年6月。ISBN 9784004151098。
  - 『日本の酒』岩波書店〈岩波文庫〉、2007年8月。ISBN 9784003394519。
- 『古酒新酒』講談社、1974年11月。
  - 『古酒新酒』講談社〈講談社文庫〉、1978年10月。ISBN 9784061340961。
- 『愛酒楽酔』サントリー〈サントリー博物館文庫 15〉、1988年1月。ISBN 9784484873060。
  - 『愛酒楽酔』講談社〈講談社文芸文庫〉、1992年4月。ISBN 9784061961722。

### 共著
- 高橋偵造、坂口謹一郎『農産製造の原理と実際』日本評論社〈農村更生叢書 15〉、1933年8月。
- 坂口謹一郎、大町芳文『醸造試験法』共立社〈実験化学講座 19C〉、1934年3月。
- 坂口謹一郎、植村定治郎『酵素』修教社書院、1940年8月。
- 坂口謹一郎、安岡章太郎、堀田善衛、五木寛之、遠藤周作、G.ネラン、小田島雄志、深田祐介、本田長世、高橋三千綱、利根山光人、C.マルガイン、江川卓、後藤明生、井上靖、佐治敬三『対談集 <文明論>の旅 生活文化を世界に探る』サントリー〈サントリー博物館文庫 1〉、1981年4月。ISBN 9784484300016。

### 共編
- 坂口謹一郎・朝井勇宣 編『酵素 その理論と応用』朝倉書店、1952年4月。

### 監修
- 『うま味と生命(Crystallization of Savour)』岡田桑三（製作）、坂口謹一郎農博（東京大学名誉教授）、赤堀四郎理博（理化学研究所理事長）、小玉美雄（科学技術振興会理事長）（学術指導）。佐々木崑、郷田昭夫、中村桂子、大島正明、浅野勲（執筆）。草川啓（音楽）、小林恭治（解説）、東洋現像所（現像」、東京スタジオセンター（録音）、味の素（企画）、東京シネマ（製作）、1968年。国立国会図書館内公開、科学映像館配信番号 : 1052。
  - 科学技術映画祭優秀作品賞（1969年）、日本産業映画コンクール奨励賞（1969年）、パドヴァ大学科学教育映画祭化学教育部門第1位（1968年）、マドリッド大学科学教育映画祭優秀作品賞（1971年）、文部省選定。

### 著作集
〈坂口謹一郎酒学集成〉、岩波書店
- 『日本の酒文化』 1巻、1997年10月。ISBN 9784000261869。
- 『世界の酒の旅』 2巻、1997年11月。ISBN 9784000261876。
- 『愛酒楽酔』 3巻、1997年12月。ISBN 9784000261883。
- 『酒中つれづれ』 4巻、1998年1月。ISBN 9784000261890。
- 『醗酵と酒学』 5巻、1998年2月。ISBN 9784000261906。

### 記念文集
- 『坂口謹一郎先生追悼記念文集』坂口謹一郎先生追悼記念文集刊行委員会、1996年5月。